# Martin Ditt
Martin Ditt (1. Mai 1810 in Frankfurt am Main – 15. Oktoberjul. / 27. Oktober 1860greg. in Riga) war ein deutscher Theaterschauspieler.

## Leben
Ditt war erst Schriftsetzer und debütierte 1840 am Stadttheater seiner Vaterstadt, wo er im Anfang nur in kleinen Rollen beschäftigt wurde. 1833 ging er nach Trier, wirkte von 1834 bis 1836 in Freiburg, von 1836 bis 1839 in Mainz, von 1839 bis 1841 in Breslau, von 1841 bis 1850 in Danzig und von 1850 bis 1860 in Riga (mit Ausnahme des Jahres 1856 in Reval). Ditt, der im Anfang seiner Bühnentätigkeit jugendliche Helden und Liebhaber spielte, ging 1855 erfolgreich ins Heldenfach über. Erzog sich 1860 von der Bühne zurück und starb am 15./27. Oktober in Riga.
Seine Brüder waren die Sänger Carl Ditt und Franz Ditt.